# Klaus Niedner
Klaus Moritz Niedner (* 22. August 1911 in Dresden; † 17. Januar 2003 in Moers) war ein deutscher Gynäkologe und Geburtshelfer.

## Leben
Klaus Niedner wurde als einer von drei Söhnen unter Mithilfe von Christian Gerhard Leopold in Dresden geboren. Sein Abitur legte er 1932 an der Dresdner Kreuzschule ab. Er studierte Medizin in Innsbruck und Jena. Niedner begann seine Tätigkeit als Assistenzarzt 1938 im Institut für Pathologie an der Universität Jena. 1939 wurde er im Fachgebiet Frauenheilkunde Assistent von Walther Haupt, einem Schüler von Otto von Franqué. Nach dessen Tod arbeitete Niedner unter Felix von Mikulicz-Radecki und Gustav Doederlein. 1952 wurde er unter Döderlein mit einer Arbeit über die Streptokokkenbesiedlung beim Zervixkarzinom habilitiert und 1954 zum außerordentlichen Professor ernannt. 
Niedner arbeitete an der rationellen und zuverlässigen Gewinnung von Menstruationsblut zum sicheren Nachweis der Genitaltuberkulose der Frau. Hierzu entwickelte er das später unter seinem Namen patentierte Hämatophor, ein in Lauscha aus Jenaer Glas gefertigtes und aus drei Teilen bestehendes Auffanggefäß.
Nach der Emeritierung von Gustav Döderlein wurde Klaus Niedner 1960 zum Nachfolger von Wilfried Möbius als Ordinarius an die Frauenklinik der Medizinischen Akademie Erfurt berufen, da dieser die Nachfolge Döderleins in Jena übernahm. Niedner leitete die Erfurter Klinik, die er erheblich vergrößerte, bis zu seiner Emeritierung im Jahre 1976. Sein Nachfolger wurde Fritz Wagner. 
1993 zog Niedner nach Moers, wo er bei seinem Sohn Wolfram Niedner, ebenfalls Professor für Gynäkologie und Geburtshilfe, lebte. Klaus Niedner starb 2003 im Alter von 91 Jahren.

## Schriften
- Beobachtungen an 2000 Sportunfällen Dissertation, Friedrich-Schiller-Universität Jena, 1939
- Über die Wirkung des 3-Fluorthyrosins auf den Ascitestumor der Maus. In: Zeitschrift für Krebsforschung 51 (1941), 159–163, doi:10.1007/BF01620847
- Grundlagen und Ergebnisse der Sulfonamidanwendung gegen Karzinomstreptokokken. Georg Thieme, Leipzig 1953
- Neue Wege der Menstrualblutdiagnostik mit dem Hämatophor. Zbl Gynäkol 79 (1957), 449-56, PMID 13434427
- Klaus Niedner, Klaus Hildebrandt: Die moderne Geburtshilfe und Frauenheilkunde in Erfurt von ihren Anfängen bis zur Gegenwart. In: Beiträge zur Geschichte der Universität Erfurt, 11, 1964, 251–269

## Ehrungen
Niedner wurde 1991 zum Ehrenmitglied der Thüringer Gesellschaft für Gynäkologie und Geburtshilfe, einer damaligen Regionalgesellschaft der Deutschen Gesellschaft für Gynäkologie und Geburtshilfe, ernannt.